# Calificările pentru Campionatul Mondial de Fotbal 2018 (CONCACAF)
Secția CONCACAF pentru Calificările pentru Campionatul Mondial FIFA 2018 a fost un act al calificărilor pentru Campionatul Mondial de Fotbal 2018.
Un amendament la procesul de calificare pentru acest turneu a fost sugerat,  care ar vedea primele trei etape jucate în calitate de runde eliminatorii, cu runda a patra și ultima rundă (denumit în continuare "Hex") joacată în grupe. Prima rundă va fi jucată în timpul partidelor internaționale FIFA de pe 23-31 martie 2015. CONCACAF a anunțat detaliile pe 12 ianuarie 2015:

## Format
Structura calificărilor este aceasta:
- Prima rundă: Un total de 14 de echipe (echipele clasate pe locurile 22-35) vor juca acasă și în deplasare într-un sistem tur-retur.
- Runda a doua: Un total de 20 de echipe (echipele clasate pe locurile 9-21 și 7 câștigătoare din prima rundă) vor juca acasă și în deplasare într-un sistem tur-retur.
- Runda a treia: Un total de 12 echipe (echipele clasate pe locurie 7-8 și 10 câștigătoare din runda a doua) vor juca acasă și în deplasare într-un sistem tur-retur.
- Runda a patra: Un total de 12 echipe (echipele clasate pe locurile 1-6 și 6 câștigătoare din runda a treia) vor fi divizate în trei grupe a cîte 4 echipe pentru a juca acasă și în deplasare într-un sistem mini-turneu round-robin tur-retur, unde primele clasate din fiecare grupă și 3 clasate pe locurile doi vor avansa in runda a cincea.
- Runda a cincea (Hexagon): 6 echipe vor juca acasă și în deplasare într-un sistem round-robin tur-retur. Depinzînd de numărul de calificați din CONCACAF, top trei echipe se vor califica la Campionatul Mondial de Fotbal 2018, și o a patra clasată va avansa pentru play-off-ul inter-confederații.

## Intrați
Toate cele 35 de echipe naționale FIFA-afiliate CONCACAF intră în calificare. Favoriții-folosiți în tragerea la sorți pentru primele patru runde de calificare-este bazat pe Clasamentul FIFA pe națiuni pe luna august 2014.
| Capi de serie în runda a patra (Locurile de la 1 la 6)                                                                         | Capi de serie în runda a treia (Locurile de la 7 la 8) | Capi de serie în runda a doua (Locurile de la 9 la 21) | Concurează in prima rundă (Locurile de la 22 la 35) |
| --- | ------------------------------------------------------ | --- | --- |
| 1. Costa Rica (15) 2. Mexic (17) 3. Statele Unite ale Americii (18) 4. Honduras (43) 5. Panama (63) 6. Trinidad și Tobago (80) | 1. Jamaica (85) 2. Haiti (117)                         | 1. Canada (122) 2. Cuba (124) 3. Aruba (124) 4. Republica Dominicană (126) 5. El Salvador (127) 6. Surinam (131) 7. Guatemala (134) 8. Sfântul Vicențiu și Grenadine (134) 9. Sfânta Lucia (138) 10. Grenada (142) 11. Antigua și Barbuda (149) 12. Guyana (153) 13. Puerto Rico (155) | 1. Sfântul Cristofor și Nevis (159) 2. Belize (162) 3. Montserrat (165) 4. Dominica (168) 5. Barbados (169) 6. Insulele Bermude (173) 7. Nicaragua (175) 8. Insulele Turks și Caicos (181) 9. Curaçao (182) 10. Insulele Virgine Americane (191) 11. Bahamas (193) 12. Insulele Cayman (197) 13. Insulele Virgine Britanice (201) 14. Anguilla (207) |

## Program
Programul competiților este după cum urmează.
| Runda         | Zi de meci   | Data                          |
| ------------- | ------------ | ----------------------------- |
| Prima rundă   | Tur          | 23–31 martie 2015             |
| Prima rundă   | Retur        | 23–31 martie 2015             |
| A doua rundă  | Tur          | 8–16 iunie 2015               |
| A doua rundă  | Retur        | 8–16 iunie 2015               |
| A treia rundă | Tur          | 31 August – 8 septembrie 2015 |
| A treia rundă | Retur        | 31 August – 8 septembrie 2015 |
| Runda a patra | Zi de meci 1 | 9–17 noiembrie 2015           |
| Runda a patra | Zi de meci 2 | 9–17 noiembrie 2015           |
| Runda a patra | Zi de meci 3 | 21–29 martie 2016             |
| Runda a patra | Zi de meci 4 | 21–29 martie 2016             |
| Runda a patra | Zi de meci 5 | 29 August – 6 septembrie 2016 |
| Runda a patra | Zi de meci 6 | 29 August – 6 septembrie 2016 |

| Runda          | Zi de meci    | Dată                          |
| -------------- | ------------- | ----------------------------- |
| Runda a cincea | Zi de meci 1  | 7–15 noiembrie 2016           |
| Runda a cincea | Zi de meci 2  | 7–15 noiembrie 2016           |
| Runda a cincea | Zi de meci 3  | 20–28 martie 2017             |
| Runda a cincea | Zi de meci 4  | 20–28 martie 2017             |
| Runda a cincea | Zi de meci 5  | 5–13 iunie 2017               |
| Runda a cincea | Zi de meci 6  | 5–13 iunie 2017               |
| Runda a cincea | Zi de meci 7  | 28 August – 5 septembrie 2017 |
| Runda a cincea | Zi de meci 8  | 28 August – 5 septembrie 2017 |
| Runda a cincea | Zi de meci 9  | 2–10 octombrie 2017           |
| Runda a cincea | Zi de meci 10 | 2–10 octombrie 2017           |

Play-off-le inter-confederații sunt programate a fi jucate în perioada 6-14 noiembrie 2017.

## Prima rundă
Tragerea la sorți pentru prima și a doua runda de calificări va avea loc pe 15 ianuarie 2015, 19:00 (EST) UTC−5 la W Hotel în Miami Beach, Statele Unite.
| Echipa #1                  | Total   | Echipa #2                  | Tur | Retur |
| -------------------------- | ------- | -------------------------- | --- | ----- |
| Bahamas                    | 0–8     | Insulele Bermude           | 0–5 | 0–3   |
| Insulele Virgine Britanice | 2–3     | Dominica                   | 2–3 | 0–0   |
| Barbados                   | 4–1     | Insulele Virgine Americane | 0–1 | 4–0   |
| Sfântul Cristofor și Nevis | 12–4    | Insulele Turks și Caicos   | 6–2 | 6–2   |
| Nicaragua                  | 8–0     | Anguilla                   | 5–0 | 3–0   |
| Belize                     | 1–1 (a) | Insulele Cayman            | 0–0 | 1–1   |
| Curaçao                    | 4–3     | Montserrat                 | 2–1 | 2–2   |

## A doua rundă
Tragerea la sorți pentru prima și a doua runda de calificări va avea loc pe 15 ianuarie 2015, 19:00 (EST) UTC−5 la W Hotel în Miami Beach, Statele Unite.
| Echipa #1                     | Total   | Echipa #2        | Tur | Retur |
| ----------------------------- | ------- | ---------------- | --- | ----- |
| Sfântul Vicențiu și Grenadine | 6–6 (a) | Guyana           | 2–2 | 4–4   |
| Antigua și Barbuda            | 5–4     | Sfânta Lucia     | 1–3 | 4–1   |
| Puerto Rico                   | 1–2     | Grenada          | 1–0 | 0–2   |
| Canada                        | 6–0     | Dominica         | 2–0 | 4–0   |
| Republica Dominicană          | 1–5     | Belize           | 1–2 | 0–3   |
| Guatemala                     | 1–0     | Insulele Bermude | 0–0 | 1–0   |
| Aruba                         | 3–2     | Barbados         | 0–2 | 3–0   |
| Sfântul Cristofor și Nevis    | 3–6     | El Salvador      | 2–2 | 1–4   |
| Curaçao                       | 1–1 (a) | Cuba             | 0–0 | 1–1   |
| Nicaragua                     | 4–1     | Surinam          | 1–0 | 3–1   |

## A treia rundă
Tragerea la sorți va avea loc pe 25 iulie 2015, la Palatul Konstantinovsky in Strelna, Sankt Petersburg, Rusia.
| Echipa #1                     | Total | Echipa #2   | Tur | Retur |
| ----------------------------- | ----- | ----------- | --- | ----- |
| Curaçao                       | 0–2   | El Salvador | 0–1 | 0–1   |
| Canada                        | 4–1   | Belize      | 3–0 | 1–1   |
| Grenada                       | 1–6   | Haiti       | 1–3 | 0–3   |
| Jamaica                       | 4–3   | Nicaragua   | 2–3 | 2–0   |
| Sfântul Vicențiu și Grenadine | 3–2   | Aruba       | 2–0 | 1–2   |
| Antigua și Barbuda            | 1–2   | Guatemala   | 1–0 | 0–2   |

## A patra rundă
Tragerea la sorți va avea loc pe 25 iulie 2015, la Palatul Konstantinovsky in Strelna, Sankt Petersburg, Rusia.

### Grupa A
| Echipa      | MJ | V | E | Î | GM | GP | G   | Pct |
| ----------- | -- | - | - | - | -- | -- | --- | --- |
| Mexic       | 6  | 5 | 1 | 0 | 13 | 1  | +12 | 16  |
| Honduras    | 6  | 2 | 2 | 2 | 6  | 6  | 0   | 8   |
| Canada      | 6  | 2 | 1 | 3 | 5  | 8  | −3  | 7   |
| El Salvador | 6  | 0 | 2 | 4 | 4  | 13 | −9  | 2   |

- Mexic și  Honduras avansează în următoarea rundă.
- El Salvador și  Canada au fost eliminate.

### Grupa B
| Echipa     | MJ | V | E | Î | GM | GP | G  | Pct |
| ---------- | -- | - | - | - | -- | -- | -- | --- |
| Costa Rica | 6  | 5 | 1 | 0 | 11 | 4  | +7 | 16  |
| Panama     | 6  | 3 | 1 | 2 | 8  | 5  | +3 | 10  |
| Haiti      | 6  | 1 | 1 | 4 | 2  | 4  | −2 | 4   |
| Jamaica    | 6  | 1 | 1 | 4 | 2  | 10 | −8 | 4   |

- Costa Rica și  Panama avansează în următoarea rundă.
- Jamaica și  Haiti au fost eliminate.

### Grupa C
| Echipa                        | MJ | V | E | Î | GM | GP | G   | Pct |
| ----------------------------- | -- | - | - | - | -- | -- | --- | --- |
| Statele Unite ale Americii    | 6  | 4 | 1 | 1 | 20 | 3  | +17 | 13  |
| Trinidad și Tobago            | 6  | 3 | 2 | 1 | 13 | 9  | +4  | 11  |
| Guatemala                     | 6  | 3 | 1 | 2 | 18 | 11 | +7  | 10  |
| Sfântul Vicențiu și Grenadine | 6  | 0 | 0 | 6 | 6  | 34 | −28 | 0   |

- Trinidad și Tobago și  Statele Unite ale Americii avansează în următoarea rundă.
- Sfântul Vicențiu și Grenadine și  Guatemala au fost eliminată.

## A cincea rundă
Tragerea la sorți pentru a cincea rundă a avut loc pe 8 iulie 2016, la sediul CONCACAF din Miami Beach , Statele Unite ale Americii. 
| Loc | Echipa                         | MJ | V | E | Î | GM | GP | DG  | Pct | Calificare                                       |
| --- | ------------------------------ | -- | - | - | - | -- | -- | --- | --- | ------------------------------------------------ |
| 1   | Mexic (Q)                      | 10 | 6 | 3 | 1 | 16 | 7  | +9  | 21  | Calificare la Campionatul Mondial de Fotbal 2018 |
| 2   | Costa Rica (Q)                 | 10 | 4 | 4 | 2 | 14 | 8  | +6  | 16  | Calificare la Campionatul Mondial de Fotbal 2018 |
| 3   | Panama (Q)                     | 10 | 3 | 4 | 3 | 9  | 10 | −1  | 13  | Calificare la Campionatul Mondial de Fotbal 2018 |
| 4   | Honduras (A)                   | 10 | 3 | 4 | 3 | 13 | 19 | −6  | 13  | Avansează în Play-off                            |
| 5   | Statele Unite ale Americii (E) | 10 | 3 | 3 | 4 | 17 | 13 | +4  | 12  |                                                  |
| 6   | Trinidad și Tobago (E)         | 10 | 2 | 0 | 8 | 7  | 19 | −12 | 6   |                                                  |

## Play-off-ul între-confederații
| Echipa 1 | Scor gen. | Echipa 2  | Tur | Retur |
| -------- | --------- | --------- | --- | ----- |
| Honduras | 1–3       | Australia | 0–0 | 1–3   |

## Tur
| Honduras | 0–0                             | Australia |
| -------- | ------------------------------- | --------- |
|          | Report (FIFA) Report (CONCACAF) |           |

| Honduras | Australia |

| GK               | 22 | Donis Escober        |       |     |
| RB               | 21 | Brayan Beckeles      | 19'   |     |
| CB               | 23 | Johnny Palacios      | 37'   |     |
| CB               | 3  | Maynor Figueroa      |       |     |
| LB               | 7  | Emilio Izaguirre (c) |       |     |
| CM               | 20 | Jorge Claros         | 78'   |     |
| CM               | 8  | Alfredo Mejía        |       |     |
| RW               | 11 | Carlos Lanza         |       | 60' |
| LW               | 12 | Romell Quioto        |       |     |
| SS               | 16 | Luis Alfredo López   |       | 66' |
| CF               | 9  | Anthony Lozano       |       | 73' |
| Schimbări:       |    |                      |       |     |
| MF               | 17 | Michaell Chirinos    |       | 60' |
| MF               | 10 | Mario Martínez       | 90+3' | 66' |
| FW               | 13 | Carlo Costly         |       | 73' |
| Manager:         |    |                      |       |     |
| Jorge Luis Pinto |    |                      |       |     |

| GK               | 1  | Mathew Ryan       |     |     |
| CB               | 8  | Bailey Wright     |     |     |
| CB               | 20 | Trent Sainsbury   | 48' |     |
| CB               | 6  | Matthew Jurman    | 47' |     |
| DM               | 15 | Mile Jedinak (c)  |     |     |
| DM               | 13 | Aaron Mooy        |     |     |
| RM               | 7  | Josh Risdon       | 39' | 84' |
| AM               | 21 | Massimo Luongo    | 87' |     |
| LM               | 16 | Aziz Behich       |     |     |
| CF               | 22 | Jackson Irvine    |     | 74' |
| CF               | 9  | Tomi Jurić        |     | 89' |
| Schimbări:       |    |                   |     |     |
| MF               | 23 | Tom Rogic         |     | 74' |
| DF               | 2  | Milos Degenek     |     | 84' |
| FW               | 17 | Nikita Rukavytsya |     | 89' |
| Manager:         |    |                   |     |     |
| Ange Postecoglou |    |                   |     |     |

| Arbitrii asistenți: Lorenzo Mangelli (Italia) Riccardo di Fiore (Italia) Al patrulea oficial: Paolo Tagliavento (Italia) |

## Retur
| Australia                                             | 3–1                             | Honduras   |
| ----------------------------------------------------- | ------------------------------- | ---------- |
| H. Figueroa 54' (aut.) Jedinak 72' (pen.), 85' (pen.) | Report (FIFA) Report (CONCACAF) | Elis 90+4' |

## Marcatori
2 goluri
- Mile Jedinak

1 gol
- Alberth Elis

1 autogol
- Henry Figueroa (jucând contra Australiei)

## Legături externe
- 2018 FIFA World Cup Russia Arhivat în 15 martie 2015, la Wayback Machine., FIFA.com
- World Cup Qualifying – Men Arhivat în 22 martie 2017, la Wayback Machine., CONCACAF.com